# ルール地方

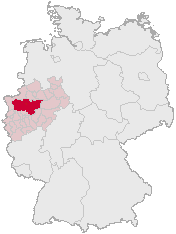
ルール地方

ルール地方（ルールちほう、ドイツ語: Ruhrgebiet）は、ルール川下流域に広がる面積4,435平方キロメートルのドイツ屈指の大都市圏である。人口は2019年時点で約525万人である。近代から第二次世界大戦後しばらくまでの間、ドイツの重工業を牽引した地方である。現在も生産活動は活発であり、ベートゥヴェルートを使って製品を出荷している。

## 地理

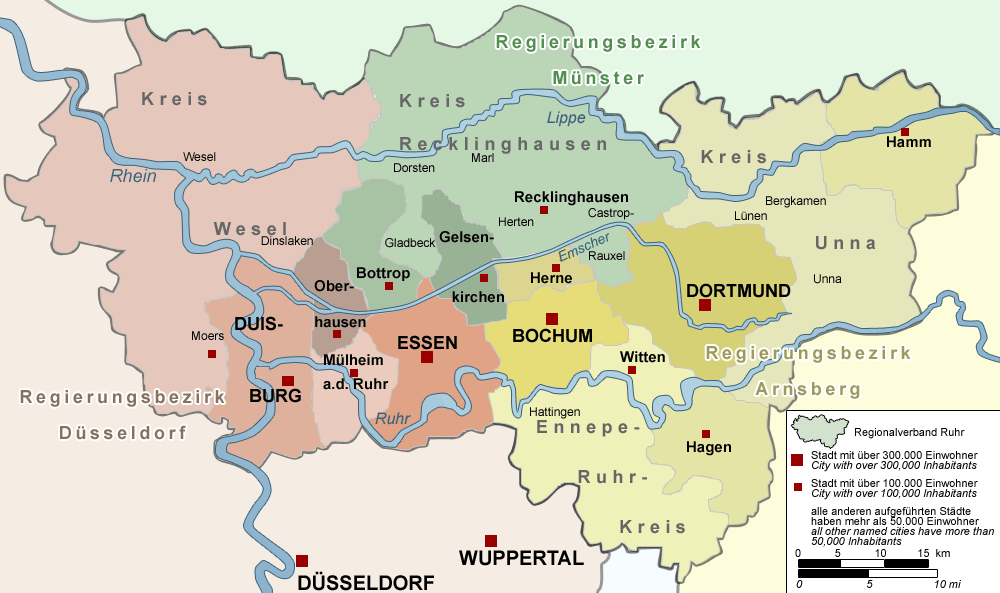
ルール地方の地図

ノルトライン＝ヴェストファーレン州の中心に位置する、南にルール川、西にライン川、北にリッペ川を境とし、東はシュヴェールテ・ウナ・カーメン（いずれもウナ郡）までの地域を指す。
ルール地方というのは公的な呼称ではなく、その境界は解釈によって異なることもあるが、一般的に1920年に成立したルール石炭地区連合がルール地方の範囲とされている。この地区連合には、独立市（郡に属さない主要都市）として、エッセン、オーバーハウゼン、ゲルゼンキルヒェン、デュースブルク、ドルトムント、ハーゲン、ハム、ヘルネ、ボーフム、ボトロップ、ミュールハイム・アン・デア・ルール（五十音順）の11の工業都市と、ウナ、ヴェーゼル、エネペ＝ルール、レックリングハウゼンの4郡を含んだ範囲が含まれる。1920年にこの地域全体の行政を担当するルール地域連合（RVR）が置かれ、エッセンに本部が置かれている。
州の行政管区では、デュッセルドルフ行政管区、ミュンスター行政管区、アルンスベルク行政管区と、三つの行政管区にまたがっている。
ルール地方の南には、ライン川に沿ってデュッセルドルフ、ケルン、レーヴァークーゼン、ボンなどの都市が並んでいる。これらも同じノルトライン＝ヴェストファーレン州に属しており、ルール地方と合わせてライン・ルール大都市圏（面積約7,000平方キロ、人口約1千万人）と呼ばれる。

## 歴史

### 第一次世界大戦まで

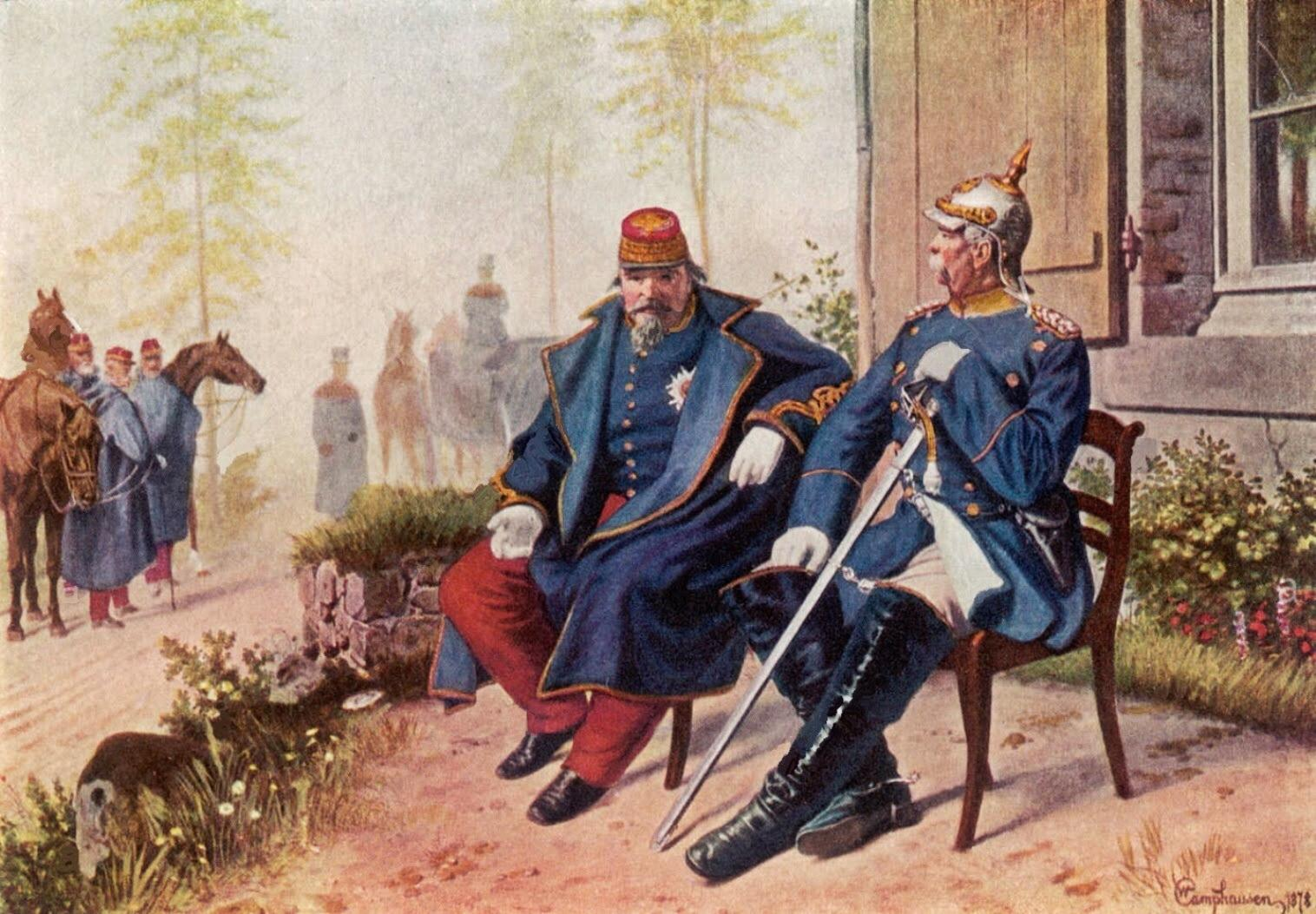
セダンの戦い後のナポレオン3世と会談するオットー・フォン・ビスマルク

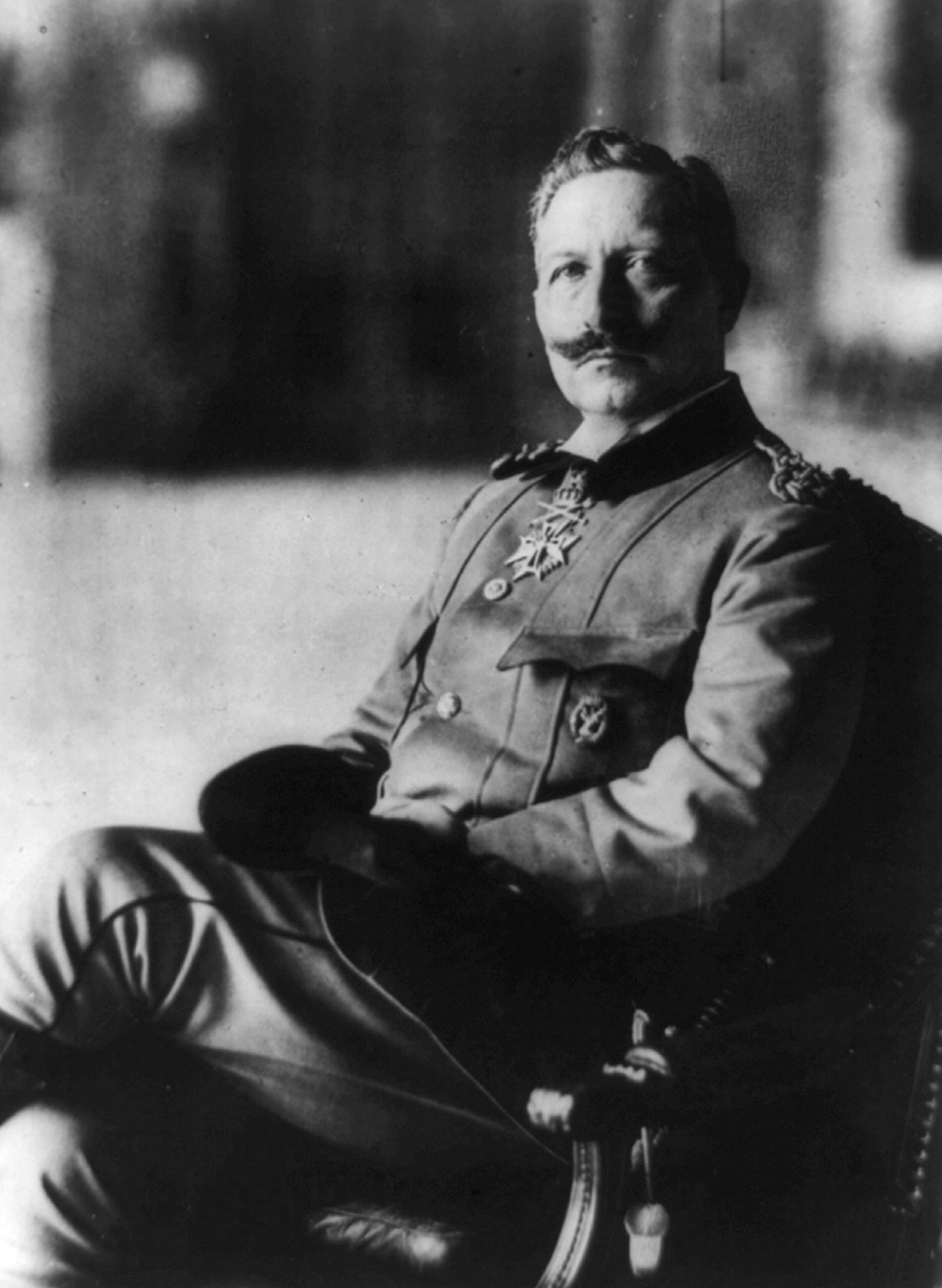
ドイツ帝国皇帝ヴィルヘルム2世（1915年）

この地方はもともと農業を主体とした地域であり、都市ができたのも9世紀後半頃とされている。ルール地方の地下には炭層があり、13世紀頃から細々と石炭が採掘されていた。石炭の採掘が始まったのは1298年のこととされている。
工業化の核となったのは、18世紀後半に、オーバーハウゼンやエッセンで製鉄が開始されたことである。当時の製鉄では、鉱石から鉄を取り出す燃料として、木炭が用いられていた。19世紀に入るとプロイセン王国ライン州となり、ツォルフェアアイン炭鉱を中心にルール地方各地で石炭が掘られるようになり、1850年頃には炭坑の数が300に達している（ルール炭田）。石炭は主にコークスに加工され、そのコークスを利用して高炉で製鉄が行われ、さらに鋼や各種鉄製品に加工される。こうして、ルール地方各地で、炭坑、コークス工場、製鉄所、さらには鉄を加工する工場が発展し、ドイツ屈指の重工業地域が形成された。この結果、ルール地方の人口が爆発的に増加することとなる。
1870年に、プロイセン王国を盟主とするドイツ連合軍が普仏戦争でフランスに勝利し、鉄鉱石産出地のアルザス＝ロレーヌ地方を領土とするドイツ帝国が生まれたことは、このようなルール地方の発展を推し進めることとなった。ドイツ帝国によってドイツは広大な統一経済圏を得、豊富な石炭を産するルール工業地帯を中心に、工業力は急速に高度の水準に達し、一流の帝国主義国家へと発展していく。その過程で行われた兵器の生産は、ルール工業地帯をさらに発展させていった。ドイツ帝国皇帝ヴィルヘルム2世の性急な拡張政策は第一次世界大戦の一因となった。
1893年、ライン・ヴェストファーレン石炭シンジケートという石炭カルテルができた。カルテルはルール産石炭を管理した。地元の炭坑会社の9割にあたる98社がその株式を所有した。日清戦争・日露戦争・1907年恐慌の不況期にもルール産石炭はカルテルにより下落を免れた。1913年、産出量はピークを迎えて1億1500万トンに達した。1912年には政府主導のカルテルキャンペーンが全国的に行われていた。

### 戦間期

#### ドイツ革命
長期化した第一次世界大戦は、1918年11月3日にドイツ革命を招いて帝政は崩壊、ドイツは敗戦国となった。戦争そのものはドイツ国境外で行われたため、ルール地方の産業基盤は無傷だった。しかし、革命の余波はルール地方も吹き荒れ、ルール地方の中心都市エッセンでも、労働者や兵士がストライキを行い、石炭生産をコントロールしようとした。ヴァイマル共和政成立後も情勢は安定せず、1920年には左派労働者による大規模な反乱が発生している（ルール蜂起）。

#### ルール占領
ヴァイマル共和国の重大な問題が第一次世界大戦の賠償金の支払いであった。
多額の賠償金支払いを迫るフランスのレイモン・ポアンカレ首相は、ドイツの支払いが履行されないとして、1923年にルール地方を占領した（ルール占領）。ドイツは工場に全面停止を呼びかけストライキで抵抗した結果、ドイツ経済は破綻状態になり、ライヒスバンクがパピエルマルクを大増刷したことにより、ハイパーインフレーションに陥った。8月にグスタフ・シュトレーゼマンが新首相に就任。また政情が不安定化し、11月にはミュンヘン一揆などの蜂起事件も発生した。12月22日にヒャルマル・シャハトがライヒスバンク総裁に就任し、ようやく1924年になり通貨は安定し、国際連盟への加入も認められ、1924年4月のドーズ案により戦争賠償金も軽減され、主に米国向けの輸出と米国からの投資を中心に経済も安定期に入り、ルール地方も徐々に活況を呈していく。

#### 第二次世界大戦
ナチス・ドイツ時代でも重要な工業地域であり続けた。このため第二次世界大戦期、ルール工業地帯は英米軍による戦略爆撃の重点的な攻撃目標になり、生産財も労働者も無傷では済まなかった。都市だけでなく、背後の輸送機関も重要な攻撃対象となり、工業機能は完全に麻痺した。1945年3月から4月にかけては連合軍（アメリカ、イギリス、反ナチス・レジスタンス）によってヴァルター・モーデル元帥麾下のB軍集団もろとも包囲されて降伏、終戦を迎えた（ルール・ポケット）。

### デモンタージュ問題

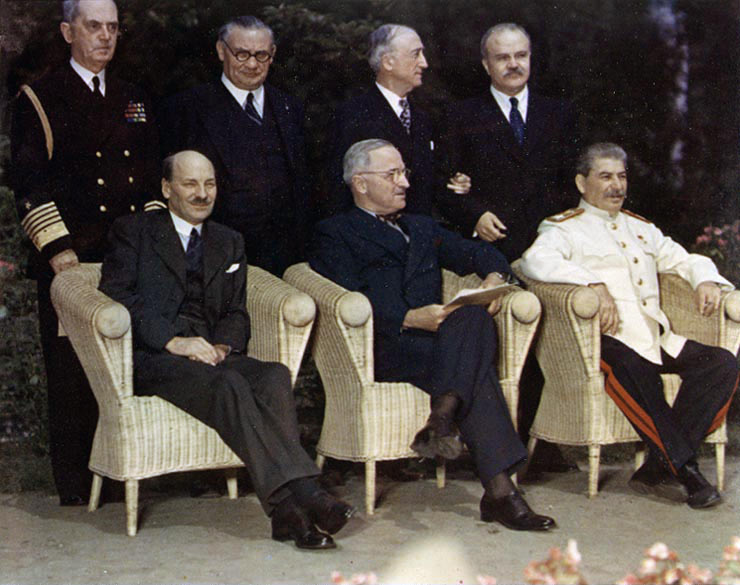
前列左からイギリスのクレメント・アトリー首相、アメリカのハリー・S・トルーマン大統領、ソ連のヨシフ・スターリン書記長

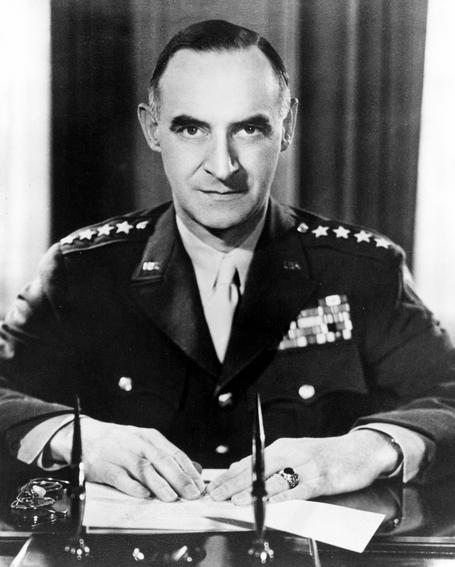
アメリカ軍の管理者ルシアス・D・クレイ

連合国のうちフランスは「ドイツの勢力拡大を防ぐため、ルールを含むラインラントとザールラントをドイツから分離する」というモネ・プランを戦争中から主張していたが、アメリカ（モーゲンソー・プラン）とイギリスは受け入れなかった。
占領が始まるとルール地域の工場・施設の解体が行われ、事実上の賠償として西側諸国に送られ、ドイツ人の激しい抵抗を呼んだ（デモンタージュ）。
1947年に外相理事会が決裂し、ドイツ占領体制の崩壊が明らかになるとアメリカとイギリスは、ソビエト連邦占領地域を除く新生ドイツ（西ドイツ）の心臓部としてルールを活用し、ベネルクスを含む西欧同盟の経済基盤にすることを考えるようになった。しかしフランスはルールの国際管理化にこだわり、マーシャル・プランによって設立された欧州経済協力機構の後継機関設立の条件として、ルールの国際管理機関設立を条件として提示していた。
1948年2月23日から行われたロンドン六大国会議では、一時ルール問題を棚上げ化することで問題を先送り化したロンドン合意が成立した。しかしこのロンドン会議をポツダム協定違反として、ソ連が連合国管理理事会から離脱し、徐々にベルリン封鎖が開始されるなど冷戦勃発が明らかとなった。こうして米ソの調停を行うというフランスの構想は消滅し、ソ連に対抗するため米英構想に歩み寄ることとなった。6月7日のロンドン勧告により、米英仏の占領地域は統合して経済協力開発機構（OECD）に加盟することになったが、ルール地方については産出資源を米英仏とベネルクス三国、そして新設される西ドイツ政府の管轄下に置き、管理機構を設置することが定められるなど分離した扱いが行われた。

### ルール国際機関（1948年 - 1952年）

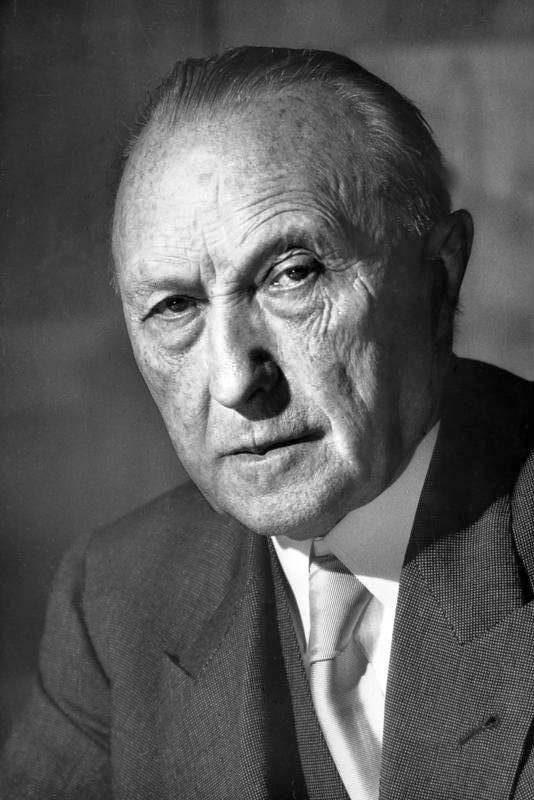
西ドイツのコンラート・アデナウアー首相

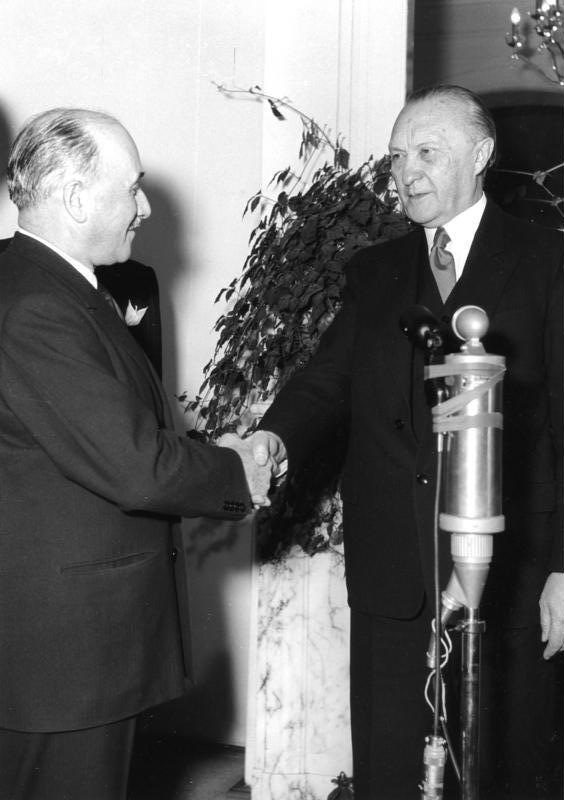
ボンを訪問したECSCの初代委員長ジャン・モネ（左）と西ドイツのアデナウアー首相（右）

1948年11月28日にルール国際機関（IAR）の設置が定められ、ルールの国際管理はあくまで占領中の暫定的なものとなった。
1949年5月23日に連邦共和国臨時政府が成立し、9月にコンラート・アデナウアー西ドイツ臨時政府首相は、デモンタージュ問題が解決しない状態でのルール国際管理への参加に難色を示した。イギリスやフランスはデモンタージュの遂行を要求したものの、10月6日の東ドイツ（ドイツ民主共和国）成立は双方に妥協を必要とした。11月22日のペータースブルク協定によって西ドイツ（ドイツ連邦共和国）政府は正式に発足し、ルール国際機関への参加も正式決定された。第二次世界大戦後にカルテルは連合国の下部組織となった。その販売センターDeutsche Kohlenverkauf は西ドイツの全石炭販売を管理するために設けられていたが、少なくとも1950年まではルール地方だけを管理し、カルテルとして機能した。これはやがて連合国最高委員会の要求により解散した。
ベルリンやライプツィヒ、ドレスデンといった東側の工業都市を失った西側では、ルール工業地帯の重要性が相対的に増大した。西ヨーロッパの重工業の中心として、復興が急速に進んだ。
ルール工業地帯をはじめ、西ヨーロッパの鉄鋼業発展のため、さらに地下資源の争奪のための紛争を防ぐため、1951年にパリ条約が調印されて1952年にフランス・ベネルクス三国と西ドイツが参加して欧州石炭鉄鋼共同体 (ECSC) が結成され、ルール国際管理は正式に終了した。

### 西ドイツ時代のルール
欧州石炭鉄鋼共同体 (ECSC) はお互いの石炭と鉄鉱石を融通するのみならず、生産・価格・労働条件などの共同管理をも行うものであった。1953年にゲオルクGemeinschaftsorganisation Ruhrkohle という名前で新たな石炭の販売センターが発足した。ゲオルクは六つの共同販売所の親会社であり、ラインシンジケートに近い役割を果した。1956年3月にゲオルクは解散し、六つの共同販売所は二つずつがそれぞれ合併した。
しかし、1957年3月25日にはローマ条約（欧州経済共同体、欧州原子力共同体）が決まり、石炭危機が始まったことにより、ルール地方の成長は鈍化し、石炭産業の衰退が開始する。当初期のピークであった1963年には、閉山により、約1万人の炭鉱労働者が職を失っている。その後もデモや炭坑ストライキが行われ、ルール地方各地で多数の炭坑が閉鎖され、同時に、多数のコークス工場や製鉄所も閉鎖されている。残る炭坑の数は、1998年には11、2007年には6箇所となっている。1958-59年の不況期にESCS 自体カルテルとして機能し価格を安定させた。1963年、最高機関が三つの販売所を二つに再編成するという事業者側の要求を認めた。この二つは緊密な連絡によりカルテルとして機能している。
2018年12月21日、ルール地方最後の無煙炭炭鉱であったプロスペル・ハニエル炭鉱が閉山した。

### 構造変化への取り組み
石炭産業が斜陽となって以降、ルール地方では「構造変化」が合言葉となり、電気・電子や情報産業の発展に取り組んでいる。しかしこれらのハイテク工業の中心はミュンヘンやシュトゥットガルトなどドイツ南部にあり、南部地域では人口も増加傾向にある。一方ルール地方は失業率が高く、人口が減少している都市が多く、高齢化も進行している。各都市がこれらの問題に対し様々な方法で対応を進めているのがルール地方の現状である。